# Sloknuten
Sloknuten är en bergstopp i Antarktis. Den ligger i Östantarktis. Norge gör anspråk på området. Toppen på Sloknuten är 2 765 meter över havet, eller 173 meter över den omgivande terrängen. Bredden vid basen är 1,6 km.
Terrängen runt Sloknuten är huvudsakligen bergig. Trakten är obefolkad. Det finns inga samhällen i närheten. 